# Alessandra Smerilli
Suor Alessandra Smerilli, F.M.A. (Vasto, 14 novembre 1974), è un'economista e religiosa italiana, docente di economia politica e statistica presso la Pontificia facoltà di scienze dell'educazione Auxilium.
È stata segretario ad interim del Dicastero per il servizio dello sviluppo umano integrale dal 26 agosto 2021 al 23 aprile 2022, quando è stata nominata segretario del medesimo dicastero.

## Biografia
Alessandra Smerilli è nata a Vasto il 14 novembre 1974.
Nel luglio del 1993 ha conseguito la maturità scientifica presso il Liceo scientifico "Raffaele Mattioli" di Vasto.
Nel 1997 è entrata nella congregazione delle Figlie di Maria Ausiliatrice. Su richiesta della sua superiora ha proseguito gli studi di economia. Nel luglio del 2001 ha conseguito la laurea in Economia e Commercio con indirizzo in economia politica presso la Facoltà di Economia dell'Università degli Studi Roma Tre con il massimo dei voti, la lode e la dignità di pubblicazione della tesi. Nel giugno del 2006 ha ottenuto il dottorato di ricerca in Economia politica presso l'Università degli Studi di Roma "La Sapienza". Il 21 giugno 2014 ha conseguito il PhD in Economia presso la Scuola di economia dell'Università dell'Anglia orientale a Norwich.
Attualmente è docente straordinario di economia politica e statistica presso la Pontificia facoltà di scienze dell'educazione Auxilium e membro del consiglio di amministrazione dello stesso ateneo. Insegna anche economia, etica e finanza presso la Facoltà di filosofia dell'Università Pontificia Salesiana e nel programma del master in economia civile e non-profit presso l'Università degli Studi di Milano-Bicocca.
È membro del comitato scientifico e organizzativo delle Settimane sociali dei cattolici italiani dal 2008, segretario dello stesso dal 2013, membro del comitato etico del consorzio CHARIS, membro del comitato etico di Banca Popolare Etica ed Etica Sgr, socio fondatore della Scuola di Economia civile. È stata uditrice alla XV assemblea generale ordinaria del Sinodo dei vescovi che ha avuto luogo nella Città del Vaticano dal 3 al 28 ottobre 2015 sul tema "I giovani, la fede e il discernimento vocazionale".

## Curia romana
Il 17 aprile 2019 papa Francesco l'ha nominata Consigliere di Stato della Città del Vaticano Il 24 maggio successivo lo stesso pontefice l'ha nominata anche consultore della segreteria generale del Sinodo dei vescovi.
Dalla primavera del 2020 coordina la task-force economia della Commissione vaticana COVID-19, un'istituzione creata da Papa Francesco per esprimere la sollecitudine della Chiesa di fronte alla pandemia di COVID-19 e proporre risposte per le sfide socio-economiche del futuro. Fa parte anche della commissione Donne per un nuovo Rinascimento istituita dal ministro per le pari opportunità e per la famiglia Elena Bonetti. Nel 2021 è stata insignita dell'Ordine della Stella d'Italia per i suoi "risultati accademici e per il suo impegno per i principi etici negli affari e nella finanza".
Il 24 marzo 2021 papa Francesco l'ha nominata Sottosegretario per il Settore fede e sviluppo del Dicastero per il servizio dello sviluppo umano integrale. Il 26 agosto 2021 lo stesso pontefice l'ha nominata Segretario ad interim del medesimo dicastero.
Il 23 aprile 2022 il Papa nomina il Cardinale Michael Czerny Prefetto, Suor Alessandra Segretario, e Padre Fabio Baggio Sottosegretario

## Opere
- Alessandra Smerilli, Teoria economica e relazioni interpersonali, Roma, Università La Sapienza, 2003.
- Luigino Bruni e Alessandra Smerilli, Le dinamiche della cooperazione: un modello evolutivo, Forlì, AICCON Working Paper, 2006.
- Alessandra Smerilli, Comportamenti cooperativi e we-rationality, Roma, Università La Sapienza, 2006.
- Luca Correani, Giuseppe Garofalo, Fabio Sabatini e Alessandra Smerilli, Homo oeconomicus? Dinamiche imprenditoriali in laboratorio, Bologna, il Mulino, 2007.
- Luigino Bruni e Alessandra Smerilli, Benedetta economia. Benedetto da Norcia e Francesco d'Assisi nella storia economica europea, Roma, Città Nuova Editrice, 2008,  p. 120, ISBN 9788831101615.
- Luigino Bruni e Alessandra Smerilli, La leggerezza del ferro. Un'introduzione alla teoria economica delle «organizzazioni a movente ideale», Milano, Vita e Pensiero, 2010,  p. 144, ISBN 9788834318720.
- Alessandra Smerilli, Suore, Roma, Città Nuova Editrice, 2013,  p. 64.
- (EN) Luigino Bruni e Alessandra Smerilli, The Economics of Values-Based Organizations: an Introduction, Oxford, Routledge, 2014,  p. 150, ISBN 9781317703594.
- Luigino Bruni e Alessandra Smerilli, L'altra metà dell'economia, Roma, Città Nuova Editrice, 2014,  p. 160, ISBN 9788831101820.
- Alessandra Smerilli, Carismi, economia, profezia. La gestione delle opere e delle risorse, Roma, Editrice Rogate, 2017, ISBN 9788880754589.
- Alessandra Smerilli, Pillole di economia civile e del ben-vivere, a cura di Laura Badaracchi, Roma, Ecra - Edizioni del Credito Cooperativo, 2018,  p. 160, ISBN 9788865582657.
- Sergio Massironi e Alessandra Smerilli, L'adesso di Dio: i giovani e il cambiamento della Chiesa, Milano, Vita e Pensiero, 2019,  p. 125, ISBN 9788834339985.
- Alessandra Smerilli, Donna Economia. Dalla crisi a una stagione di speranza, Cinisello Balsamo, Edizioni San Paolo, 2020,  p. 192, ISBN 9788892221451.